# Pachyveria
Pachyveria là một chi thực vật có hoa trong họ Crassulaceae.